# William Winstanley Hull
William Winstanley Hull (1794-1873) fue un abogado,: 41  escritor e himnógrafo inglés que escribió sobre la reforma de la liturgia de la Iglesia de Inglaterra. Junto a su hermano vicario, William Winstanley Hull presentó una petición a favor de la reforma litúrgica que se presentó a la Cámara de los Lores. A su esfuerzo por localizar el manuscrito original del Libro de Oración Común de 1662 se le atribuye haber llevado a su descubrimiento por parte de Arthur Penrhyn Stanley.

## Primeros años y educación

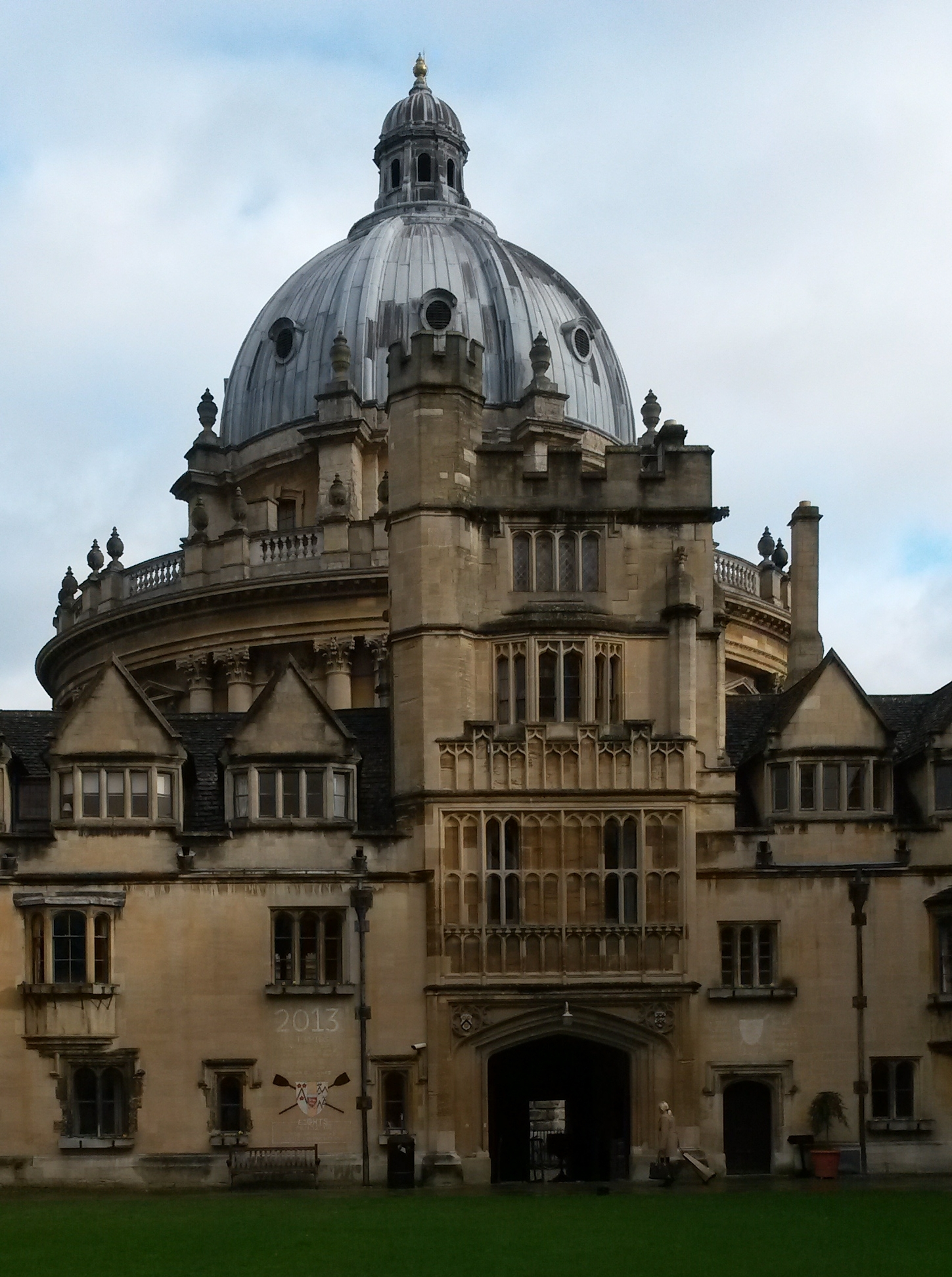
Brasenose College, Oxford, donde Hull asistió a la universidad y fue becario.

William Winstanley Hull nació como el hijo mayor de S y John Hull y Sarah Winstanley el 15 de marzo de 1794 en Blackburn. Hull finalmente tendría un hermano, John, y dos hermanas. Después de estudiar con John Dawson, Hull se matriculó en el Brasenose College de la Universidad de Oxford en 1811. Elegido fellow en 1816, dejaría la beca cuando se casara con Frances Wilson en la catedral de Mánchester el 27 de diciembre de 1820. El 16 de junio de 1820, Hull fue llamado al bar del Lincoln's Inn. A pesar de su salida de Oxford, Hull siguió involucrado en sus asuntos y mantuvo estrechas amistades de por vida con sus compañeros de estudios de Oxford Thomas Arnold, John Taylor Coleridge y Richard Whately.

## Carrera
Tras la victoria de 1815 sobre los franceses, el sentimiento popular comenzó a virar contra el gobierno conservador en Gran Bretaña. Esto precipitó un creciente apoyo a las reformas tanto eclesiásticas como seculares.: 40  En 1828, Hull había publicado un folleto, una de las primeras expresiones de reforma litúrgica en la Iglesia de Inglaterra del siglo XIX. Junto con un folleto similar de Edward Berens también publicado en 1828, las propuestas de Hull fueron descritas por la revista The British Critic de la Iglesia alta como «globos piloto» para determinar la opinión pública sobre la reforma de la liturgia.: 40–41 
Las propuestas de Hull trataron el libro de oraciones de 1789 de la Iglesia episcopal en los Estados Unidos como base para revisar el Libro de Oración Común de 1662. Se basó en las Disquisiciones libres y sinceras de John Jones de 1749 al proponer que los tres servicios del domingo por la mañana (la oración de la mañana, la letanía y la Sagrada Comunión) se combinaran en un rito único y más corto. Las propuestas litúrgicas de Hull también favorecían la eliminación de todos los credos de los oficios diarios, con algunas excepciones para el Credo de los Apóstoles.: 15  Hull y Berens fueron bien recibidos: entre 1828 y 1840, aparecen muchas otras propuestas litúrgicas, generalmente igualando a sus predecesoras en favor de reformas liberales que permitían la comprensión de los disidentes.  El historiador Ronald Jasper, si bien sostuvo que estos esfuerzos de reforma litúrgica de principios del siglo XIX carecían de liturgiología, señaló que el fracaso del libro de oraciones propuesto en 1928 justificaría a Hull y Berens en sus sugerencias de un «experimento litúrgico ordenado».: 25 
Hull escribió un panfleto en apoyo de Renn Hampden en 1836, oponiéndose al tractarismo. Sin embargo, en 1845, Hull escribió contra la humillación pública del católico converso y tractario William George Ward. Con su hermano John, vicario de la iglesia de St Chad, Poulton-le-Fylde, William Winstanley creó una petición de reforma litúrgica que fue presentada a la Cámara de los Lores en 1840 por Whately, el arzobispo de Dublín. En 1848, Hull escribió un estudio titulado Inquiry after the original Books of Common Prayer («Investigación sobre los libros originales de oración común») para sus Occasional Papers on Church Matters. A su búsqueda del manuscrito original del libro de oraciones de 1662 se le atribuye haber llevado a Arthur Penrhyn Stanley a descubrir el documento en Westminster Hall. Hull también publicó dos libros de himnos y oraciones originales. Estos se publicaron por primera vez de forma anónima en 1827 y 1832; fue nombrado autor cuando se volvieron a publicar como A Collection of Prayers for Household Use, with some Hymns and Other Poems en 1852.

## Vida personal
Frances, la primera esposa de Hull, murió en 1849. Hull se casó con su segunda esposa, también llamada Frances, el 11 de septiembre de 1850; ella murió en 1853. Se casó por última vez el 4 de julio de 1861 con Eliza Matilda, quien le sobreviviría. La residencia final de Hull fue The Knowle, Hazelwood, Derbyshire, desde donde apoyó las reformas litúrgicas impulsadas por Lord Ebury. Murió el 28 de agosto de 1873 en Hazelwood; fue enterrado en el cementerio del puebo.